# Cory Remekun
Cory Remekun (Mesquite, 15 luglio 1991) è un ex cestista statunitense, professionista in Europa.